# Žilina (Nový Jičín)

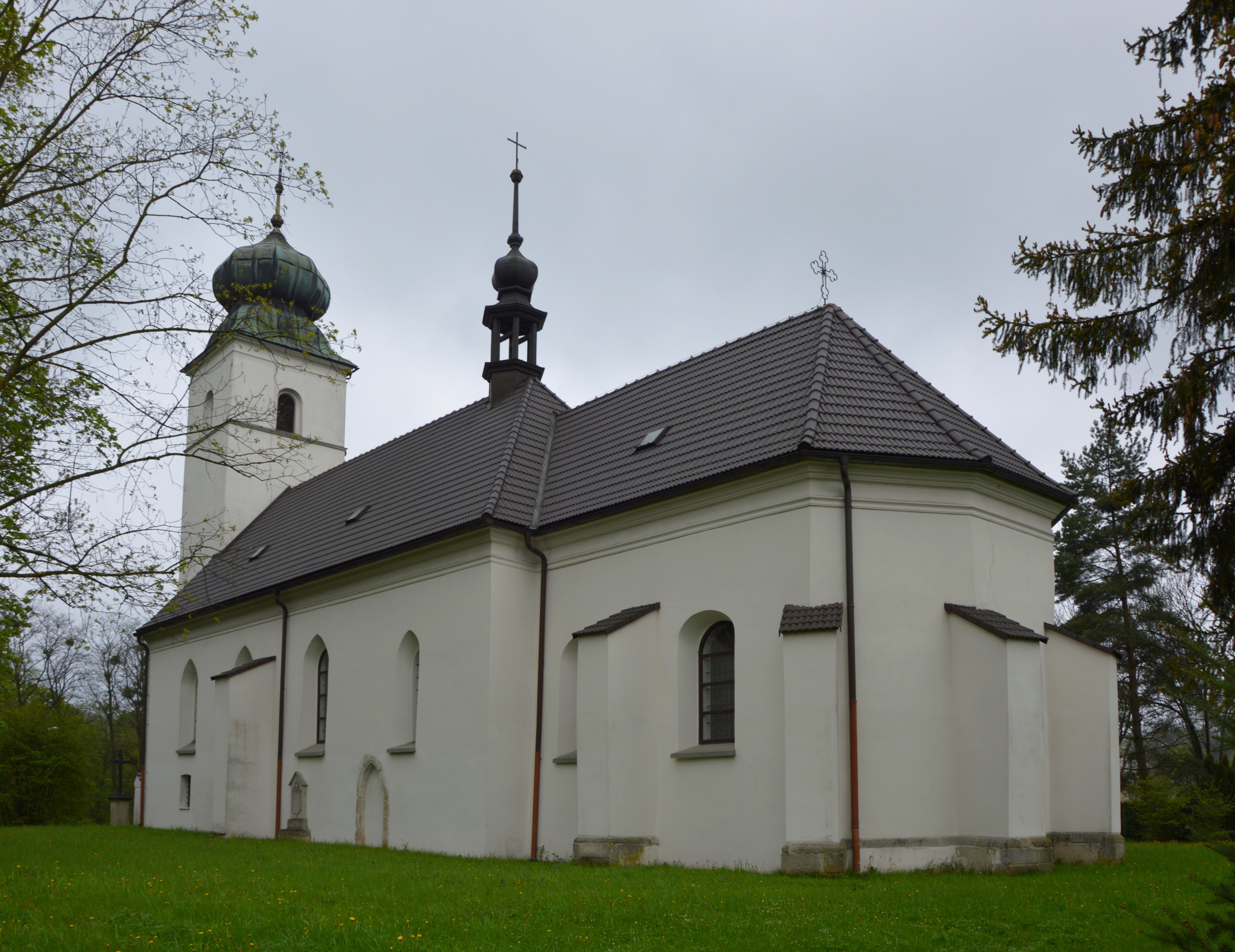
Kirche des hl. Nikolaus

Žilina (deutsch Söhle) ist ein Ortsteil der Stadt Nový Jičín in Tschechien. Er liegt einen Kilometer südöstlich von Nový Jičín und gehört zum Okres Nový Jičín.

## Geographie
Žilina erstreckt sich in der Štramberská vrchovina (Stramberger Bergland) auf einer Länge von 4,5 Kilometern entlang des Flüsschens Jičínka  (Titsch), dem im Unterdorf an der Schulinsel die Zrzávka (Untere Titsch) zufließt. Im Osten erheben sich der Puntík (Söhlner Busch, 500 m n.m.), der Kocmínek (477 m n.m.) und der Holivák (485 m n.m.), südöstlich die Hlásnice (558 m n.m.) und die Jedle (Tannenberg, 544 m n.m.) sowie im Westen der Hýlovec (437 m n.m.), der Žilinský kopec (377 m n.m.) und die Ignácova hora (Ignatiusberg, 322 m n.m.), . Das Dorf liegt teilweise auf dem Gebiet des Naturparks Podbeskydí.
Nachbarorte sind Dolní Předměstí, Sirkové Lázně und Libhošť im Norden, Rybí im Nordosten, Tamovice und Libotínské Paseky im Osten, Ženklava und Veřovice im Südosten, Životice u Nového Jičína und Hodslavice im Süden, Bludovice im Südwesten, Horní Předměstí im Westen sowie Nový Jičín im Nordwesten.

## Geschichte

### Gründung im Mittelalter
Das Dorf wurde wahrscheinlich zum Ende des 13. Jahrhunderts während des Landesausbaus als typisches Waldhufendorf angelegt; der Überlieferung nach soll es 1278 von Bludo III. von Gycin gegründet worden sein. Zu dieser Zeit entstand wahrscheinlich auch eine hölzerne Kirche.
Die erste schriftliche Erwähnung von Žilina erfolgte 1397. Im Jahre 1399 verschrieb Wok (IV.) von Krawarn auf Titschein und Fulnek seiner Frau Eliška von Sternberg eine Morgengabe von 43 Mark Groschen jährlich auf die Dörfer Bartošovice und Žilina. Seit 1411 ist das Dorf unter den Gütern der Burg Stralenberg nachweislich; als Latzek (I.) von Krawarn auf Helfenstein in jenem Jahr seine Stralenberger Untertanen von Heimfall befreite, ist Zilina unter den zur Burg gehörigen 16 Dörfern aufgeführt. Um 1430 erwarben die Herren von Cimburg die Herrschaft. 1437 verkauften die Testamentsvollstrecker des Ctibor von Cimburg und Křídlo auf Alttitschein dessen gesamte Güter an Wilhelm Puklitz von Posoritz; dabei wurde erstmals eine Pfarrei in Zilina erwähnt, die aber noch im 15. Jahrhundert wieder erlosch. Die Raubritter Puklitz von Posoritz veräußerten die Herrschaft später an Heinrich von Boskowicz und Czernahor. 1478 verkauften dessen Söhne Tobias und Benedikt von Boskowicz und Czernahor die Herrschaft Stramberg mit dem Städtchen Stramberg sowie elf Dörfern, darunter Zilina, an Benedikt von Hustopetsch. 

### Frühe Neuzeit
Im Jahr 1500 wurde in Zilina wieder eine Pfarrei eingerichtet. Benedikts Sohn Latzek von Hustopetsch veräußerte die Herrschaft 1531 an Bernard von Zierotin auf Fulnek, der sie im Jahr darauf seinem Neffen Viktorin vererbte. Nach dem Tod des Viktorin von Zierotin teilten sich dessen beide Söhne im Jahre 1533 das Erbe; Wilhelm erhielt Alttitschein, seinem Bruder Friedrich fiel Neutitschein mit der Burg und dem Städtchen Stramberg sowie Zilina und weiteren zehn Dörfern zu. Friedrich von Zierotin überschrieb 1536 seiner Frau Libussa von Lomnitz auf Schönau und Zilina eine Morgengabe von 1250 Schock Groschen. 1558 kaufte sich die Stadt Neutitschein aus der Untertänigkeit frei und erwarb zudem von Johann von Zierotin auch Stramberg und die elf Dörfer. 
Seit dem 16. Jahrhundert siedelten sich deutsche Kolonisten an, wodurch der Ort schließlich deutschsprachig wurde und den eingedeutschten Namen Sehlen erhielt, der sich im Laufe der Zeit über Söhlen in Söhle wandelte. Die Pfarrei wurde 1580 aufgehoben und das Dorf nach Neutitschein eingepfarrt. Nach der Schlacht am Weißen Berg konfiszierte König Ferdinand II. 1621 die Stadt Neutitschein mit ihren Gütern und verlieh die Herrschaft 1624 der Olmützer Jesuitenstiftung. 1661 ließen die Jesuiten auf dem Hügel gegenüber der Kirche ein dem hl. Ignatius geweihtes Wallfahrtskirchlein errichten. Zu Beginn des 18. Jahrhunderts erlangten die Mährischen Brüder zunehmend Einfluss auf die bis dahin katholische Bevölkerung. Zusammen mit Christian David wanderten die Familien Jäschke und Neißer in die Oberlausitz aus und gründeten dort die Siedlung Herrnhut. 
In den Jahren 1760 und 1772 wurden große Teile des Dorfes von der Titsch überschwemmt. Am 12. August 1779 verwüstete eine Springflut der Titsch das Dorf. Dabei wurden mehrere Häuser, Ställe und Scheunen weggerissen sowie der Friedhof ausgespült; die Särge wurden bis nach Schönau fortgeschwemmt. Nach der Aufhebung des Jesuitenordens wurde die Herrschaft Neutitschein 1781 ohne die Stadt Neutitschein, die 1775 wieder aus der Untertänigkeit befreit wurden war, der Theresianischen Ritterakademie in Wien übereignet. Die Wallfahrtskirche auf dem Ignatiusberg wurde 1787 im Zuge der Josephinischen Reformen aufgehoben. 1795 wurde in der Nähe der Kirche ein hölzernes Schulhaus errichtet. Das älteste Ortssiegel stammt aus dem 18. Jahrhundert und zeigt das Lamm Gottes mit der Osterfahne.

### 19. Jahrhundert
Im Jahre 1835 bestand das im Prerauer Kreis an der von Neutitschein nach Wallachisch Meseritsch führenden Handelsstraße gelegene Dorf Söhle bzw. Zylina aus 196 Häusern, in denen 1634 Personen lebten. Haupterwerbsquelle bildete die Landwirtschaft, insbesondere die Rinderzucht. Unter herrschaftlichem Patronat standen die Filialkirche des hl. Nikolaus, der Friedhof und die Schule, in der auch Kinder aus Blauendorf unterrichtet wurden. Außerdem gab es im Ort ein herrschaftliches Brauhaus und einen Meierhof. An der Titsch wurden zwei Mühlen, zwei Tuchwalken und eine Brettsäge betrieben. Pfarrort war Neutitschein. Beim Hochwasser von 1846 bahnte sich die Titsch zwischen der Kirche und der heutigen Hauptstraße ein neues Bett. Bis zur Mitte des 19. Jahrhunderts blieb Söhle der Herrschaft Neu-Titschein untertänig.
Nach der Aufhebung der Patrimonialherrschaften bildete Söhle / Žilina ab 1849 eine Gemeinde im Gerichtsbezirk Neutitschein. Mit der aufkommenden Industrialisierung verdiente sich ein Teil der Einwohner seinen Lebensunterhalt in den Neutitscheiner Fabriken. Die verfallene Wallfahrtskirche auf den Ignatiusberg wurde 1853 abgebrochen. 1862 wurde die Höhere landwirtschaftliche Landesmittelschule Söhle gegründet. Zudem gab es auf der Schulinsel auch eine Haushaltsschule für Bauerntöchter. Im Jahre 1864 wurde anstelle des hölzernen Trivialschulhauses ein gemauertes einstöckiges Schulgebäude errichtet. Ab 1869 gehörte Söhle zum Bezirk Neutitschein. Zu dieser Zeit hatte das Dorf 1744 Einwohner und bestand aus 213 Häusern. 1880 wurde die Friedhofsmauer an der Kirche bei einem Hochwasser weggerissen. 1891 entstand oberhalb der Kirche ein weiteres Schulhaus. 

### 20. Jahrhundert
Im Jahre 1900 lebten in Söhle 2382 Personen; 1910 waren es 2665. Nach der Gründung der Tschechoslowakei wurde zudem eine tschechische Minderheitenschule errichtet. Zum Ende der 1920er Jahre entwickelte sich die Höhere Landwirtschaftsschule Söhle-Neu Titschein unter Ernst Schollich und weiteren Professoren zu einem Zentrum des Deutschnationalismus. Im Jahre 1930 bestand Söhle aus 285 Häusern und hatte 2253 Einwohner. Nach dem Münchner Abkommen wurde das überwiegend deutschsprachige Dorf 1938 dem Deutschen Reich zugeschlagen. 1939 lebten in der Gemeinde 2054 Personen, darunter ca. 30 Tschechen. Bis 1945 gehörte Söhle  zum Landkreis Neu Titschein. 
Nach dem Ende des Zweiten Weltkrieges kam das Dorf zur Tschechoslowakei zurück, bis 1946 wurden die meisten deutschen Bewohner vertrieben. Aus der Höheren Landwirtschaftsschule ging die heutige Střední škola technická a zemědělská, Nový Jičín (Fachschule für Technik und Landwirtschaft) hervor. Im Jahre 1950 hatte Žilina 1652 Einwohner. Zu dieser Zeit wurde die JZD Žilina gegründet, die später in den Schulbetrieb der Tiermedizinischen Hochschule Brünn integriert wurde. Ab 1961 führte die Gemeinde den Namen Žilina u Nového Jičína. Zum 1. Januar 1966 wurde Žilina u Nového Jičína nach Nový Jičín eingemeindet. Beim Zensus von 2001 lebten in den 483 Häusern von Žilina 1608 Personen.

## Ortsgliederung
Žilina besteht aus den Grundsiedlungseinheiten Puntík, Žilina-jih und Žilina-sever.
Der Ortsteil Žilina bildet den Katastralbezirk Žilina u Nového Jičína.

## Persönlichkeiten

### Söhne und Töchter des Ortes
- Friedrich Wenzel Neißer (1716–1777), deutscher Kirchenliedkomponist
- Carl von Schwarz (1817–1898), österreichischer Bauunternehmer

### Im Ort wirkten und lebten
- Jakob Julius David (1859–1906), österreichischer Schriftsteller, er verbrachte seine Jugend in Söhle
- Ernst Schollich (1882–1945), tschechoslowakischer und deutscher Politiker (DRP, DSV, DNP, SdP, NSDAP), Publizist, Mitglied der Nationalversammlung und von 1923–1933 und 1938–1945 Bürgermeister von Neu Titschein. Er lehrte ab 1929 als Professor an der Landwirtschaftsschule.

### Ehrenbürger
- Carl von Schwarz (1817–1898), österreichischer Bauunternehmer

## Sehenswürdigkeiten
- Kirche des hl. Nikolaus, sie wurde Ende des 14. Jahrhunderts anstelle eines hölzernen Vorgängerbaus errichtet und war ursprünglich dem Heiligen Kreuz geweiht. Das Schiff und der Turm wurden im 17. und zum Ende des 19. Jahrhunderts umgestaltet. Durch die Jesuiten wurde sie 1771 dem hl. Nikolaus umgeweiht. Die Seitenaltäre der hll. Karl Borromäus und Johannes von Nepomuk entstanden in der zweiten Hälfte des 17. Jahrhunderts. Durch Hochwasser der Jičínka, insbesondere das von 1779, das den Friedhof fortspülte, wurde die Statik der Kirche angegriffen, so dass sie eine Stützmauer erhielt. Der neue Friedhof wurde gegenüber – am Ignatiusberg – angelegt.
- Tausendjährige Eibe, der 22 m hohe Baum hat einen Stammumfang von 3,5 m. In den Baum schlug zweimal der Blitz ein.
- Gezimmertes Haus, errichtet zu Beginn des 19. Jahrhunderts
- Kapelle der Passion Christi, errichtet 1733 auf dem Lehmberg zum Gedenken an den Ausbruch der Pest